# Capela Arcebispal (Ravena)
A Capela Arcebispal em Ravena, é um edifício de cruz grega construído entre o final do século IV e início do século V. Considerado Patrimônio da Humanidade, a UNESCO o destaca porque “é o único oratório cristão primitivo que sobreviveu até nossos dias. Sua iconografia é importante em virtude de seu forte simbolismo antiariano”.